# Aciphylla colensoi
Aciphylla colensoi is een soort uit de schermbloemenfamilie (Apiaceae). De soort is endemisch in Nieuw-Zeeland, waar hij voorkomt op zowel het Noordereiland als het Zuidereiland. Hij groeit in montane en subalpiene gebieden in graslanden en tussen struikgewas.